# Clelia Marchi

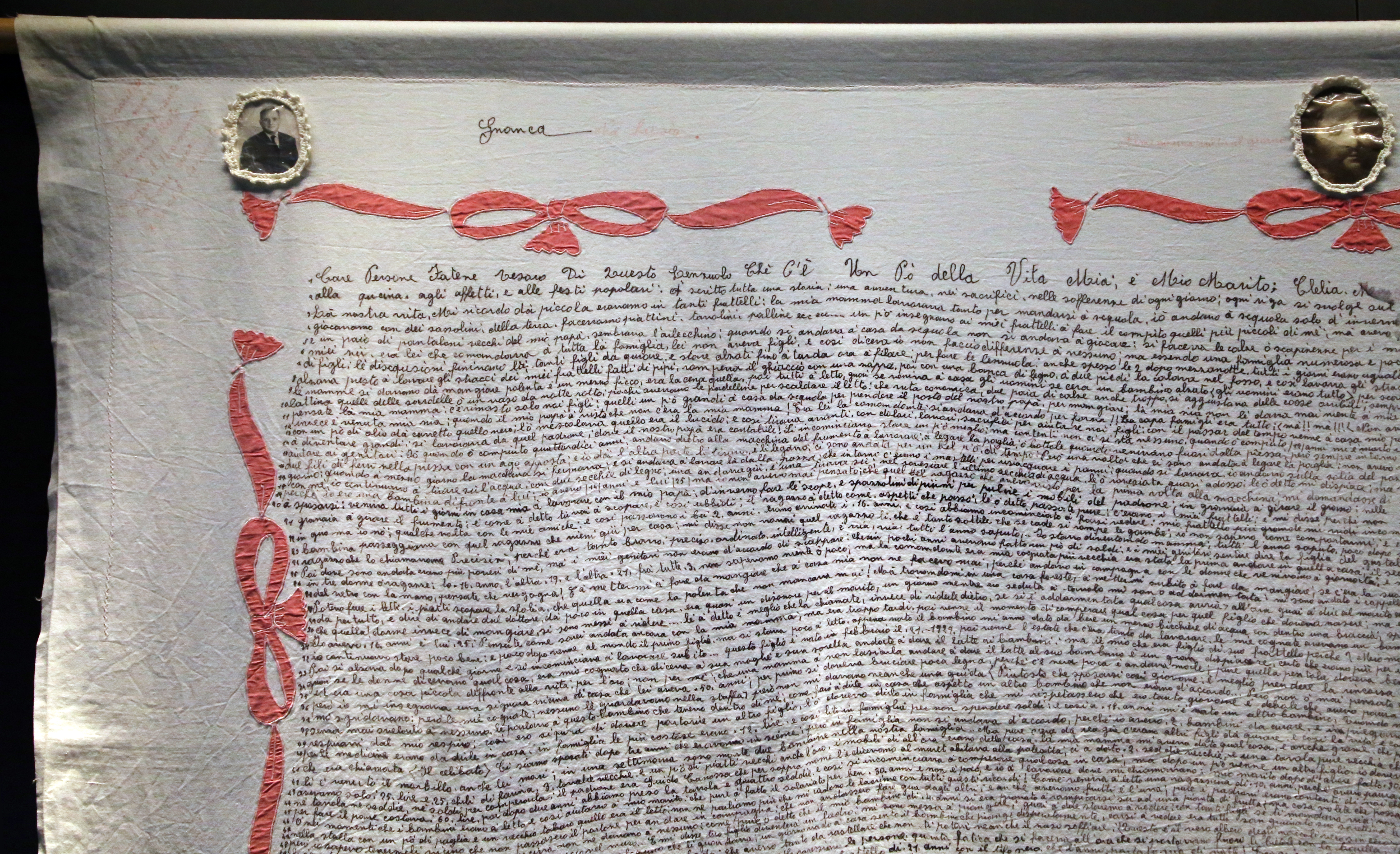
Lenzuolo con autobiografia 'Gnanca na busia', 1985

Clelia Marchi (Poggio Rusco, 19 aprile 1912 – Poggio Rusco, 6 marzo 2006) è stata un'agricoltrice e scrittrice italiana divenuta celebre negli anni ottanta per la sua autobiografia scritta su un lenzuolo.

## Biografia
(Clelia Marchi)

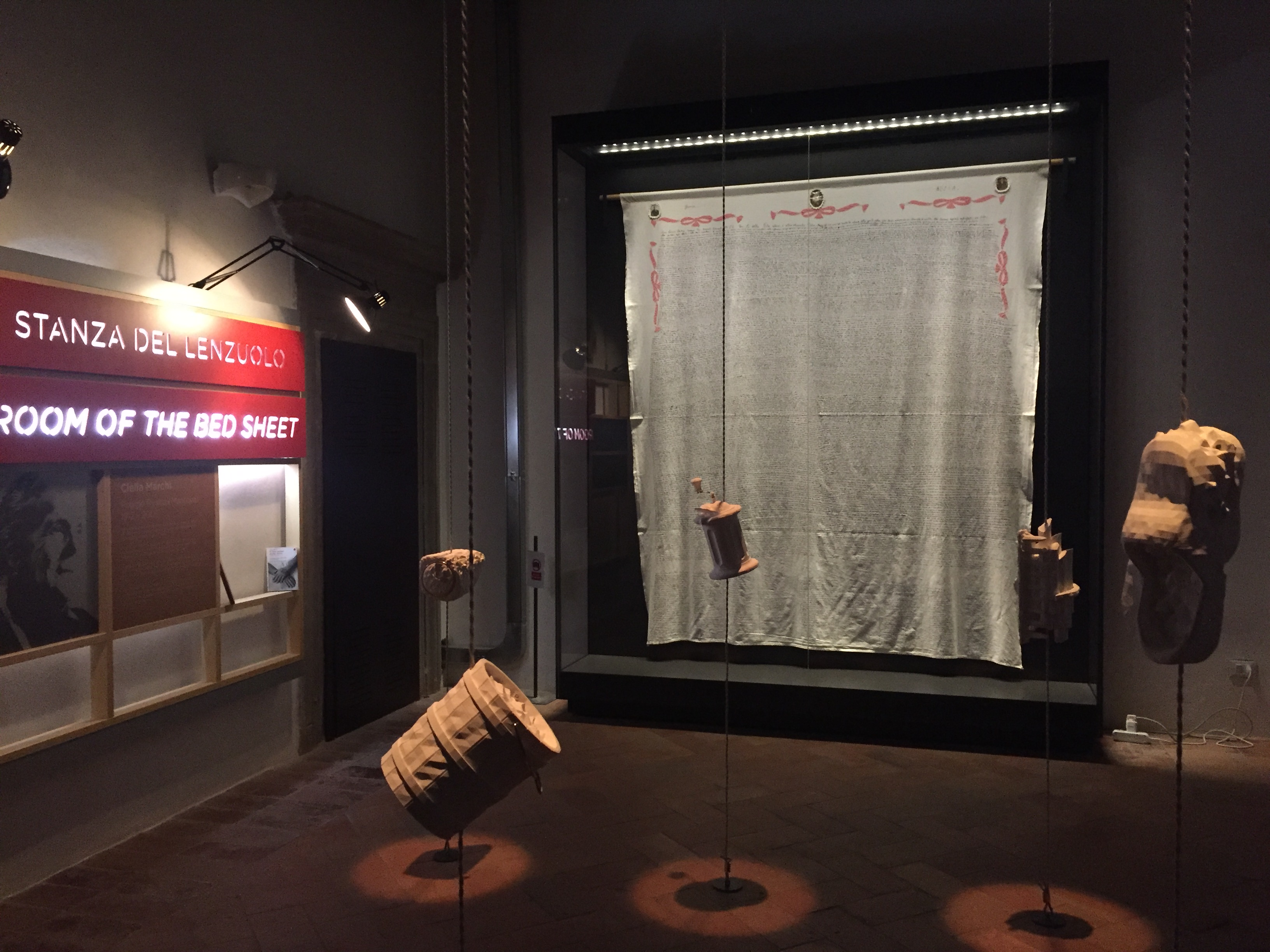
La Stanza di Clelia Marchi e del Lenzuolo presso il Piccolo museo del diario, a Pieve Santo Stefano (Arezzo)

Clelia Marchi visse una vita di sacrifici nei campi, con il marito Anteo e otto figli da crescere, quattro dei quali deceduti in tenera età.
Il 12 marzo 1972 perse suo marito, Anteo Benatti, in un incidente stradale e iniziò a scrivere un diario intimo su un lenzuolo matrimoniale del corredo, come atto d'amore verso il compagno di una vita.
Nel 1985, Clelia presentò il suo lenzuolo al sindaco di Poggio Rusco, che ne rimase impressionato e decise di coinvolgere l'Archivio Diaristico Nazionale di Pieve Santo Stefano, dove nel gennaio 1986 la singolare autobiografia venne depositata. Per questo lavoro le venne attribuito il premio speciale dell'Archivio.
La svolta arrivò nel novembre 1989 quando Luca Formenton, nipote di Arnoldo Mondadori, durante una visita a Poggio Rusco, paese natale del nonno, venne a conoscenza dello scritto di Clelia sul lenzuolo. Volle conoscere a tutti i costi l'autrice e subito comprese di trovarsi di fronte a un'impresa letteraria fuori dal comune.
Nel 1992, grazie alla Fondazione Mondadori, il lenzuolo diventò un libro con il titolo Gnanca na busìa ("Neanche una bugia"), per sottolineare il contenuto di una vita, dura ma ricca d'amore verso il marito e i figli, raccontata con sincerità. Il libro ebbe uno straordinario successo e fu ristampato numerose volte. 
Clelia Marchi morì all'età di 93 anni, il 6 marzo 2006, nella casa di Poggio Rusco in cui aveva sempre vissuto.

## Opere
- Gnanca na busìa, (prefazione di Saverio Tutino), Milano, Fondazione Arnoldo e Alberto Mondadori, 1992, ISBN 978-88-0436239-5.
  -  Il tuo nome sulla neve - Gnanca na busìa, (prefazione di Carmen Covito), Milano, Il Saggiatore, ISBN 9788842818687.

## Omaggi
- A Clelia Marchi e al suo Lenzuolo è dedicata una stanza nel Piccolo museo del diario di Pieve Santo Stefano (Arezzo).[10]